# Buslijn 9 (Kortrijk)
Buslijn 9 in Kortrijk verbindt de eindhaltes Station Kortrijk en de Cederlaan. De lijn vormt een directe verbinding tussen de binnenstad en de stadswijken Sint-Jan, de Drie Hofsteden en Sint-Elisabeth. De lijn komt onder meer voorbij de Grote Markt en het winkelcentrum K in Kortrijk in de binnenstad, gaat vervolgens doorheen de wijken Sint-Jan en eindigt aan de Cederlaan.

## Geschiedenis
Stadslijn 9 kwam er in hoofdzaak om de binnenstad beter te verbinden met de stadswijken Sint-Jan en de Drie Hofsteden. Niettegenstaande de stadslijn met kennummer 9 een vrij recent nummer is van het Kortrijkse stadsbusnet, is deze lijn een van de oudste stadslijnen in Kortrijk. De stadslijn bestond vroeger immers reeds geruime tijd onder een andere naam: tot eind 1998 bestond deze lijn onder de naam stadslijn 1. Deze liep toen van het Station naar de Olmenlaan. Op 1 december 2005 kreeg deze lijn 1 (Olmenlaan) een nieuw tracé en werd ze hernummerd naar lijn 9. Vanaf dan kreeg deze lijn een 20'-frequentie.
Vanaf 24 juli 2012 zal deze lijn slechts om de 30 minuten rijden.

## Operatie

### Kleur
De kenkleur van deze lijn is donkerblauw met witte letters.

## Traject buslijn 9
De buslijn heeft de volgende haltes:
|   |   |   |   |   | Halte               | Aansluitingen                          |
| - | - | - | - | - | ------------------- | -------------------------------------- |
|   |   | o |   |   | Station             | NMBS - alle stadslijnen - streeklijnen |
|   |   |   |   |   |                     |                                        |
| ⇃ | o |   |   |   | Spoorweglaan        |                                        |
| ⇃ | o |   |   |   | K in Kortrijk       |                                        |
|   |   |   | o | ↾ | Louis Robbeplein    |                                        |
|   |   |   | o | ↾ | Grote Markt         | Stadslijnen 3, 4, 6                    |
|   |   |   | o | ↾ | Broeltorens         |                                        |
|   |   |   | o | ↾ | Plein               |                                        |
|   |   |   | o | ↾ | De Zonnewijzer      |                                        |
|   |   |   | o | ↾ | Broeder Isidoor     |                                        |
|   |   |   |   |   |                     |                                        |
|   |   | o |   |   | Sint-Janskerk       |                                        |
|   |   | o |   |   | Stasegemstraat      |                                        |
|   |   | o |   |   | Vredelaan           |                                        |
|   |   | o |   |   | Goedendaglaan       |                                        |
|   |   | o |   |   | Waterleliestraat    |                                        |
|   |   | o |   |   | Olmenlaan           |                                        |
|   |   | o |   |   | Dr. Snellaertstraat |                                        |
|   |   | o |   |   | Min. De Taeyelaan   |                                        |
|   |   |   |   |   |                     |                                        |
|   |   |   |   |   |                     |                                        |
| ⇃ |   |   | o | ↾ | Sparrenlaan         |                                        |
|   |   |   |   |   |                     |                                        |
|   |   | o |   |   | Cederlaan           |                                        |
|   |   |   |   |   |                     |                                        |